# Bestekzakje

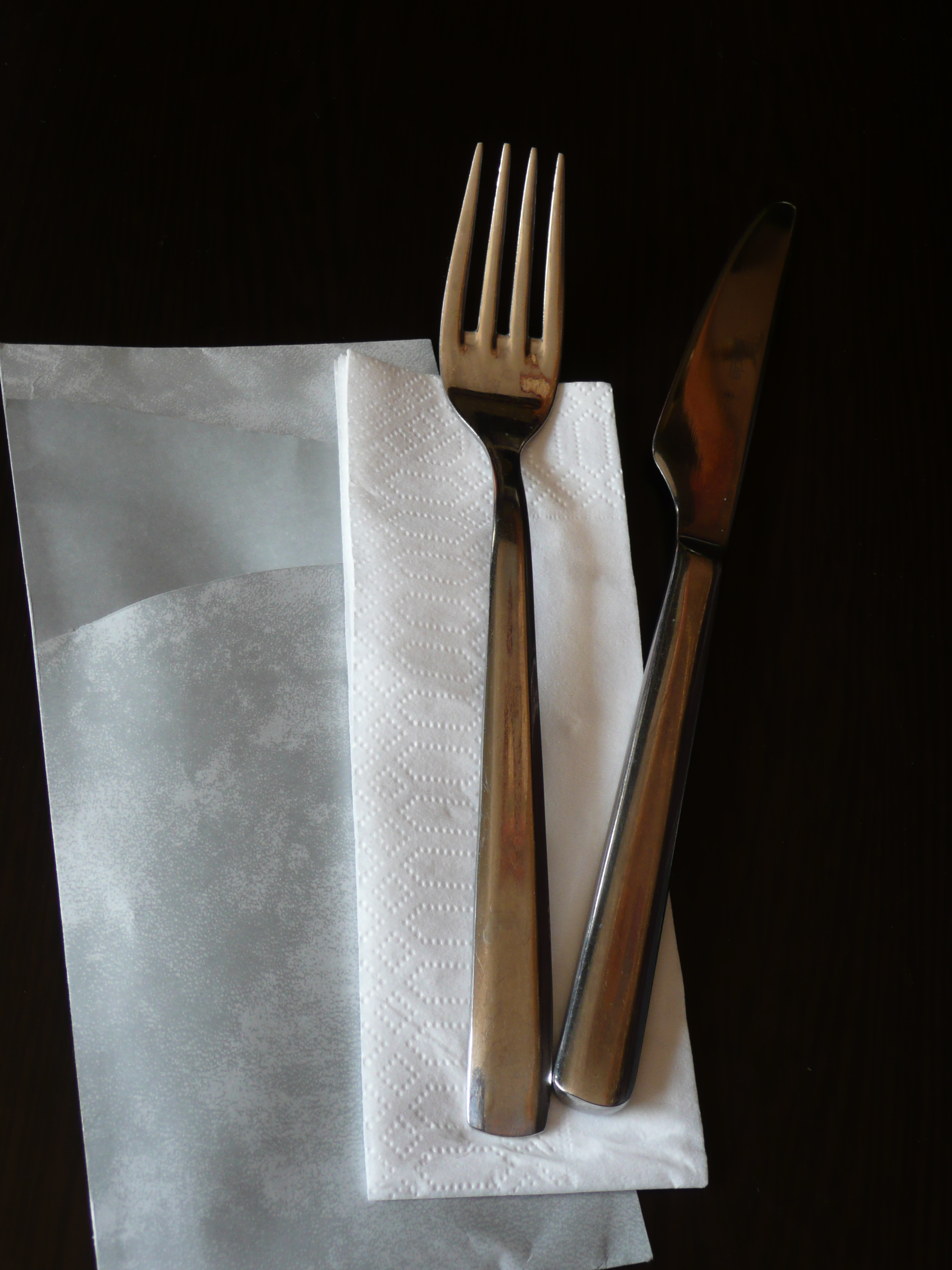
Bestekzakje met bestek en servet

Een bestekzakje is een langwerpige envelop waarin plaats is voor bestek en een papieren servet, het zakje is meestal van papier gemaakt.
Het principe van het bestekzakje is bekend van het kamperen. Men maakte van een lap textiel een houder met  vakjes voor de verschillende stukken bestek. Het geheel was oprolbaar en makkelijk te vervoeren of in te pakken bij de kampeeruitrusting. In de Nederlandse krijgsmacht behoorde een legergroene rantsoenzakje van katoen tot de Persoonlijke Standaard Uitrusting, het werd ook gebruikt om bestek in te vervoeren.
In de vliegtuigsector werden vanaf de jaren 1960 plastic wegwerpzakjes met bestek gebruikt ten behoeve van de maaltijden tijdens de vlucht.
Eind jaren 1990 was het de Belgische ondernemer Marnix Van Kerckvoorde die specifiek voor de horeca het bestekzakje een andere vorm gaf waardoor het naast een praktische ook een decoratieve functie kreeg. Naast textiel en plastic wordt papier veel toegepast als materiaal.